# بيفير باي
بيفير باي (بالإنجليزية: Beaver Bay, Minnesota)‏ هي مدينة تقع في ولاية مينيسوتا في الولايات المتحدة. تبلغ مساحة هذه المدينة 3.26 (كم²)، وترتفع عن سطح البحر 214 م، بلغ عدد سكانها 181 نسمة في عام 2010 حسب إحصاء مكتب تعداد الولايات المتحدة.

## التركيبة السكانية
قام مكتب تعداد الولايات المتحدة بتحديد بيانات التركيبة السكانية لبيفير بايفي تعداد الولايات المتحدة. في ما يلي، التركيبة السكانية حسب تعدادي 2000 و2010.

### تعداد عام 2000
بلغ عدد سكان بيفير 464 نسمة بحسب تعداد عام 2000، وبلغ عدد الأسر 195 أسرة وعدد العائلات 124 عائلة مقيمة في القرية. في حين سجلت الكثافة السكانية 1,187.9 نسمة لكل ميل مربع (458.7/كم2). وبلغ عدد الوحدات السكنية 226 وحدة بمتوسط كثافة قدره 578.6 نسمة لكل ميل مربع (223.4/كم2).
وتوزع التركيب العرقي للقرية بنسبة 97.20% من البيض و 0.65% من الأمريكيين الأصليين و 0.22% من الأمريكيين ذوي الأصول الآسيوية و 1.94% من عرقين مختلطين أو أكثر.
```
وبلغت نسبة 
الأزواج
 القاطنين مع بعضهم البعض 45.1% من أصل المجموع الكلي للأسر، ونسبة 16.4% من الأسر كان لديها معيلات من الإناث دون وجود شريك، وكانت نسبة 35.9% من غير العائلات. تألفت نسبة 33.3% من أصل جميع الأسر من أفراد ونسبة 13.8% كانوا يعيش معهم شخص وحيد يبلغ من العمر 65 عاماً فما فوق. وبلغ متوسط حجم الأسرة المعيشية 3.04، أما متوسط حجم العائلات فبلغ 2.38.
```

بلغ العمر الوسطي للسكان 34 عاماً. وكانت نسبة 30.4% من القاطنين تحت سن الثامنة عشر، وكانت نسبة 8.2% بين الثامنة عشر والأربعة وعشرون عاماً، ونسبة 26.9% كانت واقعةً في الفئة العمرية ما بين الخامسة والعشرون حتى والأربعة وأربعون عاماً، ونسبة 19.8% كانت ما بين الخامسة والأربعون حتى الرابعة والستون، ونسبة 14.7% كانت ضمن فئة الخامسة والستون عاماً فما فوق. يوجد لكل 100 أنثى 81.3 ذكر، ويوجد لكل 100 أنثى في الثامنة عشر من عمرها فما فوق 78.5 ذكر.
بلغ متوسط دخل الأسرة في القرية 22,632 دولار، أما متوسط دخل العائلة فبلغ 23,571 دولار. وكان متوسط دخل الذكور 28,750 دولار مقابل 20,000 دولار للإناث. وسجل دخل الفرد الخاص بالقرية 10,815 دولار. وكانت نسبة 25.7% من العائلات ونسبة 28.6% من السكان تحت خط الفقر، وكان من هؤلاء نسبة 46.4% تحت سن الثامنة عشر ونسبة 3.0% في الخامسة والستين من العمر وما فوق.

### تعداد عام 2010
بلغ عدد سكان بيفير باي 181 نسمة بحسب تعداد عام 2010، وبلغ عدد الأسر 84 أسرة وعدد العائلات 48 عائلة مقيمة في المدينة. في حين سجلت الكثافة السكانية 247.9 نسمة لكل ميل مربع (95.7/كم2). وبلغ عدد الوحدات السكنية 187 وحدة بمتوسط كثافة قدره 256.2 لكل ميل مربع (98.9/كم2).
وتوزع التركيب العرقي للمدينة بنسبة 91.7% من البيض و 1.7% من الأمريكيين الأصليين و 1.1% من الأمريكيين الأفارقة و 5.5% من عرقين مختلطين أو أكثر.
بلغ عدد الأسر 84 أسرة كانت نسبة 22.6% منها لديها أطفال تحت سن الثامنة عشر تعيش معهم، وبلغت نسبة الأزواج القاطنين مع بعضهم البعض 36.9% من أصل المجموع الكلي للأسر، ونسبة 13.1% من الأسر كان لديها معيلات من الإناث دون وجود شريك، بينما كانت نسبة 7.1% من الأسر لديها معيلون من الذكور دون وجود شريكة وكانت نسبة 42.9% من غير العائلات. تألفت نسبة 38.1% من أصل جميع الأسر من أفراد ونسبة 8.3% كانوا يعيش معهم شخص وحيد يبلغ من العمر 65 عاماً فما فوق. وبلغ متوسط حجم الأسرة المعيشية 2.73، أما متوسط حجم العائلات فبلغ 2.15.
بلغ العمر الوسطي للسكان 45.8 عاماً. وكانت نسبة 23.8% من القاطنين تحت سن الثامنة عشر، وكانت نسبة 8.8% بين الثامنة عشر والأربعة وعشرون عاماً، ونسبة 16.6% كانت واقعةً في الفئة العمرية ما بين الخامسة والعشرون حتى والأربعة وأربعون عاماً، ونسبة 32% كانت ما بين الخامسة والأربعون حتى الرابعة والستون، ونسبة 18.8% كانت ضمن فئة الخامسة والستون عاماً فما فوق. وتوزع التركيب الجنسي للسكان بنسبة 65.7% ذكور و34.3% إناث.

## وصلات خارجية
- www.beaverbaymn.com
- The US50 - Cities and Towns in Minnesota State